# Paul Valenti
Paul Bartholomew Valenti (San Francisco, Kalifornia, 1920. szeptember 10. – Corvallis, Oregon, 2014. szeptember 13.) amerikai kosárlabdázó és kosárlabdaedző, 1946 és 1970 között az Oregon State Beavers munkatársa, egy ideig baseballedzője is volt.
Ő vette fel a kosárlabdacsapat első afroamerikai játékosát, Charlie White-ot.
Az Oregoni Állami Egyetem és a Pac-12 Conference dicsőségcsarnokának tagja.

## Fiatalkora
Olasz bevándorlók gyermekeként született. A Tamalpais középiskolában kosárlabdázott és teniszezett.

## Pályafutása

### Játékosként
Az Oregoni Egyetem ajánlatát elutasítva 1938-ban az Oregoni Állami Főiskolára (ma Oregoni Állami Egyetem) iratkozott be; a szabályok tiltották elsőévesek válogatott csapatokban való szereplését, így a szezont az elsőévesek kosárlabdacsapatával töltötte. A következő szezonban a válogatott csapat forwardja és guardja lett.

### Edzőként
A második világháborúban a haditengerészet tagjaként a csendes-óceáni hadszíntéren szolgált. 1946-tól 16 éven át volt Slats Gill vezetőedző helyettese. 1959-ben ideiglenes, 1964-ben pedig állandó vezetőedző lett. Ő vette fel az egyetem első afroamerikai játékosát, Charlie White-ot.
1966-ban részt vettek a konferenciabajnokságon, Valenti pedig elnyerte a UPI év edzője díját.

## Emlékezete
Ő a névadója az Oregoni Állami Egyetem legeltökéltebb sportolójának odaítélt Paul Valenti-díjnak.

## Művei
- History of Basketball at Oregon State College From 1928 Through 1949 [diplomamunka]. (angolul) Corvallis: Oregoni Állami Főiskola. 1957.  Hozzáférés: 2025. február 27.

## Eredményei kosárlabda-vezetőedzőként
| Szezon                                           | Eredmény                         | Eredmény                         | Helyezés                         | Továbbjutás                      |
| Szezon                                           | Összesen                         | Konferencia                      | Helyezés                         | Továbbjutás                      |
| Oregon State Beavers (Független)                 | Oregon State Beavers (Független) | Oregon State Beavers (Független) | Oregon State Beavers (Független) | Oregon State Beavers (Független) |
| ------------------------------------------------ | -------------------------------- | -------------------------------- | -------------------------------- | -------------------------------- |
| 1959–60                                          | 9–3                              | –                                | –                                | –                                |
| Oregon State Beavers (AAWU/Pacific-8 Conference) |                                  |                                  |                                  |                                  |
| 1964–65                                          | 16–10                            | 7–7                              | 4.                               | –                                |
| 1965–66                                          | 21–7                             | 12–2                             | 1.                               | NCAA Elite Eight                 |
| 1966–67                                          | 14–14                            | 8–8                              | T–2.                             | –                                |
| 1967–68                                          | 12–13                            | 8–6                              | T–3.                             | –                                |
| 1968–69                                          | 12–14                            | 8–6                              | T–5.                             | –                                |
| 1969–70                                          | 10–16                            | 4–10                             | 7.                               | –                                |
| Összesen:                                        | 91–82 (.526)                     | 47–40 (.540)                     | –                                | –                                |
| Jelmagyarázat: Konferenciaszezon-bajnok          |                                  |                                  |                                  |                                  |

## Fordítás
- Ez a szócikk részben vagy egészben  a   Paul Valenti című angol Wikipédia-szócikk ezen változatának fordításán alapul.  Az eredeti cikk szerkesztőit annak laptörténete sorolja fel. Ez a jelzés csupán a megfogalmazás eredetét és a szerzői jogokat jelzi, nem szolgál a cikkben szereplő információk forrásmegjelöléseként.